# Селимица
Селимица (2041 м) е връх в планина Витоша, на запад от Черни връх. Западният и южният му склонове са стръмни, а източният е полегат. Покрай него преминава лятната пътека от Кладница за Черни Връх. Между Селимица и Черни връх е разположена седловината Седлото.
В подножието на връх „Селимица“, около едноименната хижа, до 1300 м.н.в. се среща лалугерът (Spermophilus citellus).

## Други
На Селимица е наречена улица в кварталите „Васил Левски“ и „Левски В“ в София (Карта).